# Brent (Familienname)
Brent ist ein ursprünglich ortsbezogener englischer Familienname keltischer Herkunft mit der Bedeutung „Hügel“. Davon abgeleitet ist der gleichnamige männliche Vorname.

## Namensträger
- Allen Brent (* 1940), britischer Patristiker
- Charles Henry Brent (1862–1929), US-amerikanischer Geistlicher, Bischof der Episkopalkirche
- Charlotte Brent (vor 1755–1802), englische Opernsängerin (Sopran)
- Eden Brent (* 1965), US-amerikanische Pianistin, Songwriterin und Sängerin
- Eve Brent (1929–2011), US-amerikanische Schauspielerin
- Evelyn Brent (1899–1975), US-amerikanische Schauspielerin der Stummfilmzeit
- George Brent (1904–1979), US-amerikanischer Filmschauspieler
- Laura Brent (* 1988), australische Schauspielerin
- Leslie Baruch Brent (1925–2019), britischer Immunologe deutscher Herkunft
- Margaret Brent (ca. 1601–1671), englische Einwanderin in die Province of Maryland
- Richard Brent (Politiker) (1757–1814), US-amerikanischer Politiker
- Richard P. Brent (* 1946), australischer Mathematiker und Informatiker
- Robert Brent (1764–1819), US-amerikanischer Politiker
- Tim Brent (* 1984), kanadischer Eishockeyspieler
- William Leigh Brent (1784–1848), US-amerikanischer Politiker